# Central Huijin Investment
La Central Huijin Investment Ltd. (chinois simplifié : 中央汇金投资有限责任公司 ; pinyin : ZhōngYāng HuìJīn TóuZī YǒuXiàn ZéRèn Gōng Sī), créée le 26 décembre 2003, est une entreprise d'investissement détenue par le gouvernement de la république populaire de Chine. C'est une filiale entièrement détenue par la China Investment Corporation, elle possède son propre conseil d'administration et son propre conseil de surveillance, entités distinctes en Chine. Les droits d'actionnaire principal de Central Huijin's sont exercés par le conseil des affaires de l'État de la république populaire de Chine. L'objectif de Central Huijin est de créer une structure organisationnelle via laquelle le gouvernement chinois peut agir en tant qu'actionnaire des quatre banques publiques majeures, afin d'en améliorer la gouvernance et d'initier les réformes du secteur bancaire.

## Histoire
Central Huijin Investment Ltd. a été acquise à la State Administration of Foreign Exchange par la China Investment Corporation  pour environ 67 milliards de dollars.

## Gouvernance

### Conseil d'Administration
- Lou Jiwei (Président)
- Li Jiange (Vice-Président)
- Xie Ping (Directeur Exécutif et Président)
- Wu Xiaoling (Directeur Indépendant)
- Jin Lianshu (Directeur Indépendant)

### Conseil de Surveillance
- Jin Liqun (Président)
- Cui Guangqing (Surveillance)
- Ge Rongrong (Surveillance des Employés)

### Cadres
- Xie Ping (Directeur Exécutif et Président)
- Chen You'an (Vice-président Exécutif)

## Investissements
(Août 2009).
Actuellement, Central Huijin détient des parts dans les institutions suivantes :China Development Bank, Industrial and Commercial Bank of China, Bank of China, China Construction Bank Corporation, China Everbright Bank, China Reinsurance, China Jianyin Investment, China Galaxy Financial Holding, Shenyin & Wanguo Securities, Guotai Junan Securities.
Elle possède des parts majoritaires dans les quatre banques Chinoises majeures ((Bank of China, Industrial and Commercial Bank of China, China Construction Bank et Agricultural Bank of China)), mais ne possède pas d'actions dans les plus petites banques commerciales qui sont largement détenues par les gouvernements locaux.
Au 7 juin 2006, l'actionnariat de Bank of China (SEHK:3988) était découpé de la manière suivante :
- Central Huijin Investment: 69.265% (171,325,404,740 actions)
- RBS China: 8.467% (20,942,736,236 actions)
- AFH: 4.765% (11,785,825,118 actions)
- SSF: 4.576% (11,317,729,129 actions)
- UBS AG: 1.366% (3,377,860,684 actions)
- ADB: 0.205% (506,679,102 actions)
- Flottant : 11.356% (28,089,421,000 actions)